# 凤阳路 (上海)
凤阳路是中国上海市静安区及黄浦区境内的一条东西走向的道路。凤阳路东起六合路，西至南京西路。全长1400米，宽12.2～13.6米，车行道宽8.0～10.3米。在租界时代道路路名为白克路（Burkill Road）。

## 历史沿革

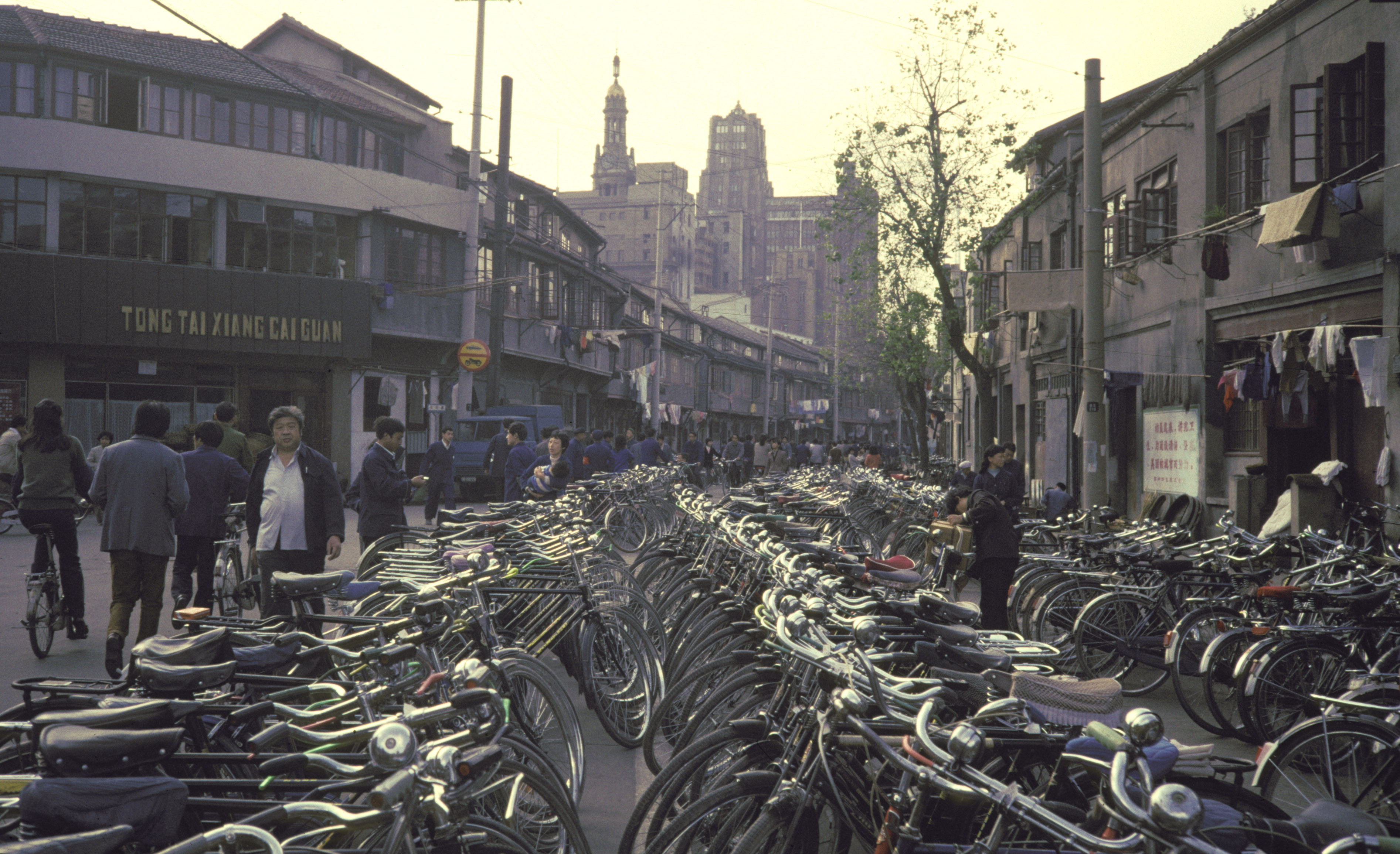
1982年的凤阳路西藏中路口

1890年，上海公共租界工部局填浜筑路，将道路命名为白克路（Burkill Road）以纪念1897年至1898年当选上海公共租界工部局总董艾伯特·罗布森·白克。1901年，德意志帝国医生埃里希·宝隆创办的同济医院（今长征医院）在白克路募建成立。同年12月2日，由蔡元培、蔡观云、黄宗仰等发起，中国教育会主办的爱国女学在白克路登贤里（今凤阳路344弄）创立，并于次年开学。1911年夏，宋教仁、陈其美等联合发起成立中国国民总会，在白克路562号设立总部。1912年9月23日，发生帮会团伙“拆白党”大闹白克路事件，此前帮会团伙主要活动在珊家园（今凤阳路100弄）。1920年11月21日，上海机器工会在白克路207号上海公学（今凤阳路186号）召开成立大会，陈独秀、孙中山到会发表演说，这是上海最早成立的行业性工会。1927年7月，擅长月份牌画创作的画家周柏生在白克路3号创办柏生绘画学院。1943年，汪精卫政府收回公共租界后，以安徽省凤阳县改名为凤阳路。
1991年7月，市公证处、《上海法制报》、《上海法苑》杂志社分别迁址凤阳路660号。

## 交汇道路（东向西）
- 六合路
- 西藏中路
- 长沙路
- 白河路
- 黄河路
- 新昌路
- 成都北路
- 大田路
- 奉贤路
- 石门一路、石门二路
- 南京西路